# Volvo ÖV 4

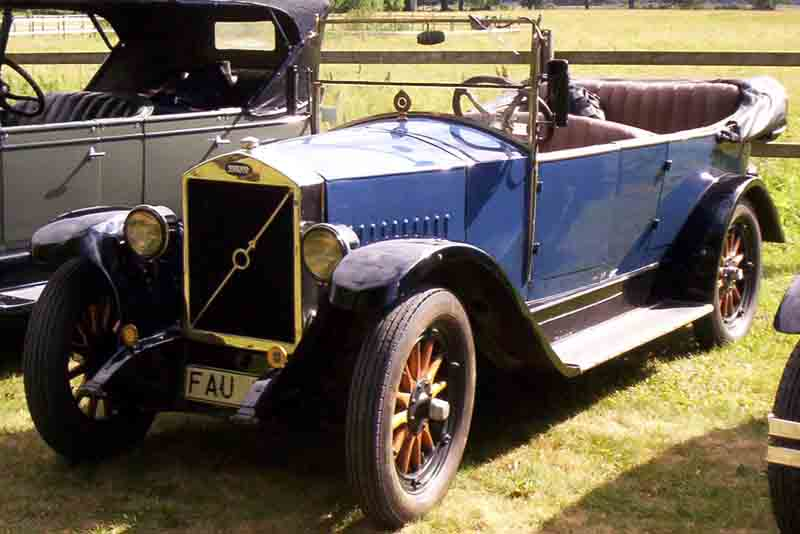
Volvo ÖV4 Touring 1928

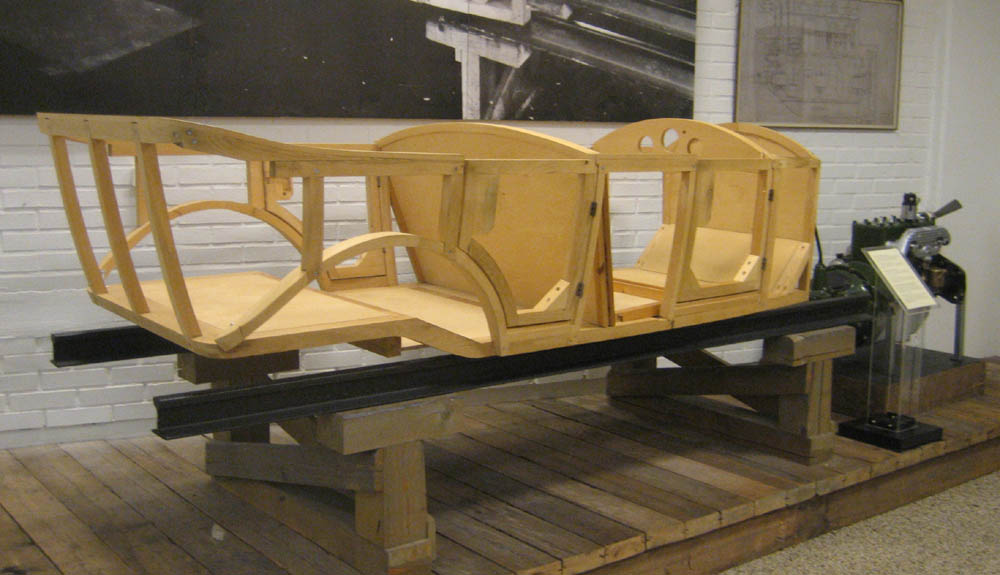
Egy másolat a vázról

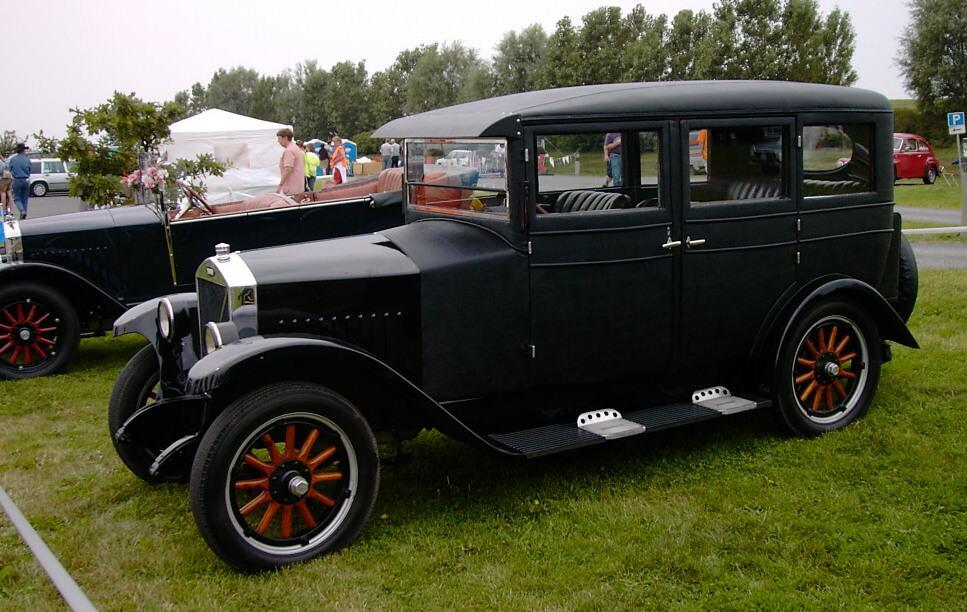
Volvo PV4, az ÖV4 fedett változata.

A Volvo ÖV 4 az első személygépkocsi, amit a Volvo épített. Az ÖV4 rövidítés a svéd nyelvű „Öppen Vagn 4 cylindrar”-ból ered, aminek a jelentése négyhengeres nyitott kocsi. Az ÖV4-re gyakran hivatkoznak Jakob néven, de ez csak egynek volt a neve a tíz korai példány közül, ami július 25-én, Jakob névnapján készült el. Mind a tíz prototípust Stockholmban szerelték össze az AB Galco társaságnál (Hälsingegatan 41 cím alatt), ahol Gustav Larson dolgozott abban az időben. Az 1926-ban legyártott tíz korai példányból csak egy menekült meg, jelenleg a Göteborgban található Volvo Múzeumban van kiállítva.
A motort Gustav Larson tervezte, a főbb alvázalkatrészeket Jan G. Smith, aki több évet dolgozott az amerikai autóiparban, mielőtt 1924-ben Svédországba visszatért. Jan G. Smith eredeti ÖV4 rajzai és egyéb műszaki papírjai közül amiket Amerikában gyűjtött, több megtalálható a stockholmi Nemzeti Tudományos és Műszaki Múzeumban.
Mikor az első sorozatban gyártott ÖV4 kész volt kigördülni a gyárból, és Eric Carlberg mérnök egyes sebességi fokozatba tette, a jármű hátrafelé indult el. A magyarázat az, hogy a hátsó tengelyen található kiegyenlítőmű rosszul lett beépítve. Ez a hiba egy nappal késleltette a bevezetést, és az ÖV4 hivatalos bemutatásának napját 1927 április 14-re tették, ezen a napon az AB Volvo hivatalosan bejelentette, hogy a Volvo mint autógyár „megszületett”— ez a helyzet a marketing szemszögéből nézve. A társaság, mint autógyár az SKF leányvállalataként jött létre 1926 augusztus 10-én.
A kabrió nem volt sikeres a svéd éghajlati viszonyok miatt; a fedett változat, a PV4 1928 végén mutatkozott be. 1927 és 1929 között összesen 996 jármű került legyártásra.

## Műszaki jellemzők
- Motor: négyhengeres oldalszelepelt, 1940 kcm
- Teljesítmény: 28 lóerő (21 kW) 2000 fordulat/percen
- Legnagyobb forgatónyomaték: 100 N·m (74 lb·ft)
- Sebességváltó: 3 előre-, 1 hátrameneti fokozat
- Sebesség: ajánlott: 60 km/h (37 mph), végsebesség: 90 km/h (56 mph)
- Súly: 1170 kg (2579 lb)

## Megjegyzés
1. ↑  The original drawings can be photographed at the National museum, referred to in this article.

## Külső kapcsolódások
- Volvo Museum, Göteborg, Sweden. Official website.
- National Museum of Science and Technology, Stockholm, Sweden. Official website.
- Royal Swedish Academy of Engineering Sciences. Official website.